# Acyuta
Acyuta ou Achyuta é um termo sânscrito que significa não caído ou indestrutível, termo usado para caracterizar um deus.
É uma qualidade de Brahma, Vishnu ou Krishna. Ele é geralmente interpretado como a eternidade do ser, aquele com a mente estabilizada e consciente da sua natureza, ou aquele que não passa pelas seis transformações iniciada pelo nascimento.
O Maabárata se refere a ele como "aquele que não teve medo em criar as coisas" ou "aquele que não se distingue daqueles que atingiram a emancipação final". Já o Escanda Purana como ''Aquele que nunca se altera (ou muda) a sua natureza''. Adi Sankara disse: "Acyuta é aquele que nunca perde e nunca perderá a sua condição e poderes."
No sentido anatômico se refere a um ser sem ânus. Pois sendo puro não precisa de um sistema excretor.